# Fruschnitzkees
Fruschnitzkees är en glaciär i Österrike. Den ligger i förbundslandet Tyrolen, i den centrala delen av landet. Fruschnitzkees ligger 3 500 till 2 700 meter över havet.
Fruschnitzkees ligger sydväst om berget Teufelskamp, 3 509 meter över havet.
Trakten runt Fruschnitzkees består i huvudsak av kala bergstoppar och andra isformationer.